# Amphelictus gilloglyi
Amphelictus gilloglyi är en skalbaggsart som beskrevs av Eya och Chemsak 2003. Amphelictus gilloglyi ingår i släktet Amphelictus och familjen långhorningar.
Artens utbredningsområde är Panama. Inga underarter finns listade i Catalogue of Life.